# Schrödinger-Operator
Der Schrödinger-Operator ist ein Operator aus der Quantenmechanik. Er gibt eine vereinfachte Beschreibung einer nicht-relativistischen Bewegung eines quantenmechanischen Teilchens in einem äußeren Potential. Im relativistischen Fall ist es der Dirac-Operator.
Die negativen Eigenwerte des Schrödinger-Operators entsprechen den sogenannten gebundenen Zuständen, etwa Energien der Elektronen, die an einen Atomkern gebunden sind.
Die Spektraltheorie des Schrödinger-Operators ist seit 1950 aufgrund ihrer mathematischen Fülle und ihrer physikalischen Bedeutung intensiv entwickelt worden.

## Definition und Einführung
Der Schrödinger-Operator für ein Quantensystem ist der lineare, partielle Differentialoperator
{\displaystyle H=-{\frac {\hbar ^{2}}{2m}}\Delta +V}
auf dem Raum der quadratintegrierbaren Funktionen {\displaystyle L^{2}(\mathbb {R} ^{n})}. Die Konstante {\displaystyle m} ist die reduzierte Masse des Systems und {\displaystyle \hbar } ist die reduzierte Planck-Konstante. Die reellwertige Funktion {\displaystyle V} wird oft Potential genannt, der Laplace-Operator wird als Operator der kinetischen Energie bezeichnet. Diese Familie linearer Operatoren beschreibt für verschiedene Potentiale {\displaystyle V} verschiedene Quantensysteme.
Elemente des Hilbertraum {\displaystyle L^{2}(\mathbb {R} ^{n})}, die auch Wellenfunktionen genannt werden, stellen verschiedene Zustände des Systems dar. Die Zeitentwicklung einer Wellenfunktion für ein Quantensystem mit Schrödinger-Operator {\displaystyle H} wird beschrieben durch die Schrödingergleichung
{\displaystyle i\hslash {\frac {\partial }{\partial t}}\psi _{t}=H\psi _{t}}.
Für jeden vernünftigen Anfangswert des Systems {\displaystyle \psi _{0}} hat die Lösung der Schrödingergleichung die Gestalt
{\displaystyle \psi _{t}=U_{H}(t)\psi _{0}},
wobei die Abbildung {\displaystyle U_{H}(t)\colon \psi _{0}\to \psi _{t}} der Entwicklungsoperator für die Schrödingergleichung ist.
Eine Forderung aus der Quantenmechanik ist, dass
{\displaystyle \parallel \psi _{0}\parallel =\parallel U_{H}(t)\psi _{0}\parallel =\parallel \psi _{t}\parallel \qquad \qquad (1)}
gilt. Eine weitere Forderung für die Eindeutigkeit von Lösungen der Schrödingergleichung ist, dass für alle {\displaystyle s,t\in \mathbb {R} }
{\displaystyle U_{H}(s)U_{H}(t)=U_{H}(s+t)\qquad \qquad \quad \;(2)}
gilt.

## Beispiel
Als Potential {\displaystyle V} betrachten wir das Coulombpotential:
{\displaystyle V\colon \mathbb {R} ^{3}\to \mathbb {R} ,\quad x\mapsto {\frac {-Z}{|x|}},\quad Z>0}
wobei die Konstante {\displaystyle Z} für die Kernladungszahl steht.
Durch dieses Potential können wasserstoffähnliche Atome bzw. Ionen modelliert werden, bei denen z. B. ein einzelnes Elektron an einen Atomkern gebunden ist.
Der Schrödinger-Operator {\displaystyle H} hat damit die Gestalt
{\displaystyle H=-{\frac {\hbar ^{2}}{2m}}\Delta -{\frac {Z}{|x|}}}

## Eigenschaften
Dieser Abschnitt fasst einige Resultate des Schrödinger-Operators zusammen. Wichtige Aspekte des Schrödingeroperators sind dabei die Selbstadjungiertheit, das negative, das diskrete sowie das wesentliche Spektrum.

### Wesentliche Selbstadjungiertheit
Die Selbstadjungiertheit des Schrödinger-Operators ist eine notwendige und hinreichende Bedingung für die Existenz und Eindeutigkeit von Lösungen für das Cauchyproblem der Schrödingergleichung, die zudem die Forderungen (1) und (2) erfüllen. Die Frage, ob der Schrödinger-Operator zu einem gegebenen Potential V selbstadjungiert ist, ist nicht leicht zu beantworten.
- Falls {\displaystyle V\in C^{\infty }(\mathbb {R} ^{n})} und {\displaystyle H} halbbeschränkt nach unten auf {\displaystyle C_{0}^{\infty }(\mathbb {R} ^{n})} sind (das heißt, es gibt ein {\displaystyle \alpha \in \mathbb {R} } mit {\displaystyle \langle u,Hu\rangle \geq \alpha \langle u,u\rangle } für alle {\displaystyle u\in C_{0}^{\infty }(\mathbb {R} ^{n})}), so ist {\displaystyle H} wesentlich selbstadjungiert auf {\displaystyle C_{0}^{\infty }(\mathbb {R} ^{n})}.

- Falls {\displaystyle 0\leq V\in L_{\operatorname {loc} }^{2}(\mathbb {R} ^{n})} ist, wobei {\displaystyle L_{\operatorname {loc} }^{2}(\mathbb {R} ^{n})} der Raum lokal integrierbaren Funktionen ist, so ist {\displaystyle H} wesentlich selbstadjungiert auf {\displaystyle C_{0}^{\infty }(\mathbb {R} ^{n})}.

- Falls {\displaystyle V\in L^{2}(\mathbb {R} ^{3})+L^{\infty }(\mathbb {R} ^{3})}  und reellwertig ist, so ist {\displaystyle H}  selbstadjungiert mit {\displaystyle D(H)=D(\Delta )=H^{2}(\mathbb {R} ^{3})}.

- Falls {\displaystyle V\colon \mathbb {R} ^{n}\to \mathbb {R} }  messbar ist mit {\displaystyle V_{+}:=\max\{V,0\}\in L_{\operatorname {loc} }^{2}(\mathbb {R} ^{n})} und {\displaystyle V_{-}:=\max\{-V,0\}\in L^{p}(\mathbb {R} ^{n})+L^{\infty }(\mathbb {R} ^{n})} mit {\displaystyle p=2} für {\displaystyle n\leq 3}, {\displaystyle p>{\frac {n}{2}}}  für {\displaystyle n\geq 4}, so ist {\displaystyle H}  selbstadjungiert auf {\displaystyle C_{0}^{\infty }(\mathbb {R} ^{n})}.

### Diskretes Spektrum
- Falls {\displaystyle V\in L_{\operatorname {loc} }^{\infty }(\mathbb {R} ^{n})} und {\displaystyle a:=\lim _{R\to \infty }\inf _{|x|\geq R}V(x)>-\infty }, so ist zu jedem {\displaystyle a^{'}<a} das Spektrum von {\displaystyle H} in {\displaystyle (-\infty ,a^{'})} diskret.

### Negatives Spektrum
Aus obigem Resultat wissen wir, dass das negative Spektrum diskret ist: dennoch stellt sich die Frage, ob es überhaupt negative Eigenwerte gibt.
- Für {\displaystyle H=-{\frac {\hbar ^{2}}{2m}}\Delta +V} mit {\displaystyle V\in C_{0}^{\infty }(\mathbb {R} ^{n})}, {\displaystyle \int Vdx=:V_{0}<0} und {\displaystyle n\leq 2} hat der Schrödingeroperator mindestens einen negativen Eigenwert.

- Sei {\displaystyle n\geq 3}. Dann gibt es eine Konstante {\displaystyle L_{n}}, so dass für alle {\displaystyle V\in C^{\infty }(\mathbb {R} ^{n})\cap L^{\frac {n}{2}}(\mathbb {R} ^{n}),\lim _{x\to \infty }V(x)=0} die Abschätzung gilt

{\displaystyle N(H)\leq L_{n}\int \limits _{V(x)\leq 0}(-V)^{\frac {n}{2}}dx},
wobei {\displaystyle N(H)} die Anzahl der negative Eigenwerte von {\displaystyle H} ist.

### Wesentliches Spektrum
- Sei {\displaystyle \sigma _{ess}} das wesentliche Spektrum von {\displaystyle H}. Falls {\displaystyle H} selbstadjungiert ist, dann gilt:

{\displaystyle \lambda \in \sigma _{ess}} ist äquivalent dazu, dass es eine Weyl-Folge zu {\displaystyle H} und zu {\displaystyle \lambda } gibt.
- Falls {\displaystyle V\in L_{\operatorname {loc} }^{\infty }(\mathbb {R} ^{n},\mathbb {C} )} und {\displaystyle \lim _{|x|\to \infty }V(x)=0}, dann ist {\displaystyle \sigma _{ess}=[0,\infty )}.